# کسی کبوتر
کسی کبوتر یک ستاره است که در صورت فلکی کبوتر قرار دارد.